# Миноо
Мино́о (яп. 箕面市 Миноо-си) — город в Японии, находящийся в префектуре Осака. Площадь города составляет 47,84 км², население — 135 151 человек (1 августа 2014), плотность населения — 2825,06 чел./км².
Здесь расположен один из кампусов Осакского университета.
Обладает живописными окрестностями, недалеко от города расположен буддийский храм Кацуо-дзи.

## Географическое положение
Город расположен на острове Хонсю в префектуре Осака региона Кинки. С ним граничат города Икеда, Тоёнака, Суйта, Ибараки, Каваниси и посёлок Тоёно.

## Население
Население города составляет 135 151 человек (1 августа 2014), а плотность — 2825,06 чел./км². Изменение численности населения с 1980 по 2005 годы:
| 1980 | 104 112 чел. |  |
| 1985 | 114 770 чел. |  |
| 1990 | 122 120 чел. |  |
| 1995 | 127 542 чел. |  |
| 2000 | 124 898 чел. |  |
| 2005 | 127 135 чел. |  |

## Символика
Деревом города считается клён дланевидный, цветком — Lilium japonicum.